# لوئیس گارسیا برلانگا
لوئیس گارسیا برلانگا (اسپانیایی: Luis García Berlanga‎؛ ‏ ۱۲ ژوئن ۱۹۲۱ – ۱۳ نوامبر ۲۰۱۰) کارگردان و فیلم‌نامه‌نویس اسپانیایی بود. وی بین سال‌های ۱۹۵۱ تا ۲۰۰۲ میلادی فعالیت می‌کرد.
از فیلم‌های او می‌توان به همگی به‌سوی زندان، ما هجده ساله‌ایم، خوش آمدید آقای مارشال!، جلاد و زنده‌باد عروس و داماد اشاره کرد.